# Mieczysław Voit

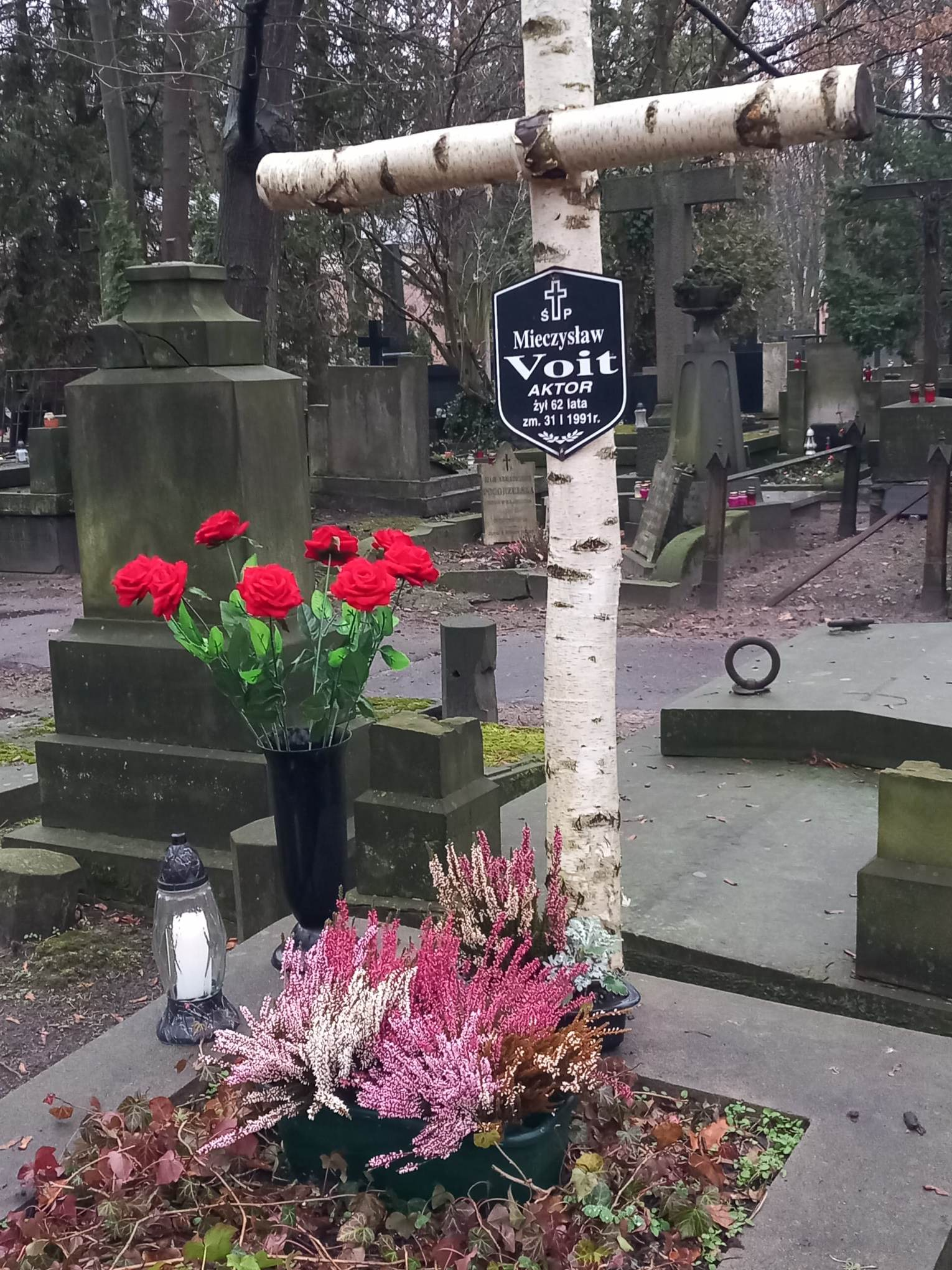
Grób Mieczysława Voita na cmentarzu Powązkowskim

Mieczysław Jan Voit (ur. 2 sierpnia 1928 w Kaliszu, zm. 31 stycznia 1991 w Warszawie) – polski aktor teatralny i filmowy.

## Młodość
Urodził się w Kaliszu jako jeden z czterech synów Marii (z domu Hudetz) i Romana Voita, dyrektora Banku Ziemi Kaliskiej. W latach 30. XX wieku wraz z rodziną przeniósł się do Katowic, a następnie do Tarnopola. We wrześniu 1939, podczas wybuchu II wojny światowej wraz z rodzicami znalazł się we Lwowie. W pierwszych dniach kampanii wrześniowej w walkach z Niemcami zginął jego najstarszy brat. Niedługo po zajęciu miasta przez wojska radzieckie został aresztowany jego ojciec, którego wywieziono do łagru nad Kołymą. Przed zakończeniem wojny wraz z matką i dwoma braćmi opuścił Lwów i wyjechał do Nowego Targu, gdzie po wojnie uczęszczał do miejscowego gimnazjum. Potem osiedlił się w Krakowie, gdzie był uczniem Państwowego Liceum Plastycznego. Po maturze studiował malarstwo w Państwowej Wyższej Szkole Sztuk Plastycznych (obecnie ASP), na wydziale humanistycznym Uniwersytetu Jagiellońskiego oraz na wydziale aktorskim w Państwowej Wyższej Szkole Aktorskiej, którą ukończył w 1953.

## Kariera
W 1948 jego scenicznym debiutem była rola Marlowe’a w sztuce Josepha Conrada Lord Jim w reżyserii Mieczysława Kotlarczyka w Teatrze Rapsodycznym, z którym był związany z latach 1948–1952. Następnie grał w teatrach krakowskich: Poezji (1952–1954), im. Juliusza Słowackiego (1955–1957), łódzkim Nowym (1957–1963) oraz warszawskich: Narodowym (1963–1966), Dramatycznym (1966–1979), Na Woli (1979–1981), Ateneum (1981–1986), Na Targówku (1986–1988) i Polskim (1988–1991).
Zadebiutował na ekranie w roli Wendorfa, sekretarza prezydenta Rady Emigracyjnej w komedii fantasy Antoniego Bohdziewicza Kalosze szczęścia (1958). W Krzyżakach (1960), opartych na powieści Henryka Sienkiewicza, w reżyserii Aleksandra Forda, zagrał postać Kunona von Lichtensteina. Za podwójną kreację księdza Suryna i cadyka w filmie Jerzego Kawalerowicza Matka Joanna od Aniołów (1961) otrzymał brazylijską nagrodę Premio Sacci. W 1961 był gospodarzem I Międzynarodowego Festiwalu Piosenki w Sopocie obok Ireny Dziedzic i Lucjana Kydryńskiego.
Był obsadzany w rolach duchownych, jako kapłan Samentu w Faraonie (1965), pastor Hubina w Samotności we dwoje (1968), spowiednik w Alchemiku (1988) czy opat Otton z Tyńca w Bolesławie Śmiałym (1971). Grał władców, w tym Henryka VI w Henryku VI na łowach (1981), arystokratów, m.in. księcia Mżawanadze w Stawce większej niż życie (1966−1967), hrabiego Wrzeszczowicza w Potopie (1974), dyplomatów, w tym ministra Siergieja Sazonowa w Polonia Restituta (1981), oraz inteligentów, jak profesor Geist w Lalce (1977) czy prof. Dąb-Rozwadowski w serialu Alternatywy 4 (1982−1983).
Po 1981 zaangażował się w działalność środowisk katolickich i opozycyjnych. W czasie stanu wojennego i po nim, uczestniczył w potajemnych przedstawieniach o tematyce patriotyczno–religijnej, w których jasno wyrażał swój negatywny stosunek do rzeczywistości komunistycznej. Był jednym z czytających Biblię Tysiąclecia w jej nagranej wersji. Inwigilowany stale przez Służbę Bezpieczeństwa i jej tajnych współpracowników, był objęty rozpracowaniem przez Biuro Studiów MSW, wskutek czego w latach 1985–1987 otrzymał zakaz wyjazdów zagranicznych.

## Życie prywatne
16 lipca 1949 zawarł związek małżeński z Izabellą Rzecką, mieli córkę Joannę, która po ukończeniu warszawskiej Akademii Sztuk Pięknych wyjechała do Londynu, gdzie zamieszkała razem ze swoimi dziećmi.
W 1951 Voit poznał aktorkę Barbarę Horawiankę w krakowskim Teatrze Rapsodycznym, na scenie którego mieli zagrać Romea i Julię w składance tekstów Szekspira Aktorzy w Elzynorze. 3 sierpnia 1957 wzięli ślub w jednym z krakowskich kościołów. Z punktu widzenia obowiązującego w PRL-u prawa, Voit i Horowianka nie byli małżeństwem, ponieważ nie zgłosili się do Urzędu Stanu Cywilnego, a ślub kościelny nie miał w tamtych czasach mocy prawnej. Dodatkowo wciąż żyła jego pierwsza żona, Izabella Rzecka, która zmarła 22 grudnia 1957 roku, czyli cztery miesiące po jego ślubie z Barbarą Horawianką.
Voit przez wiele lat zmagał się z chorobą alkoholową. Zmarł we śnie z 30 na 31 stycznia 1991 na atak serca. Został pochowany na cmentarzu Powązkowskim (kwatera 172-2-24).

## Filmy
- Kalosze szczęścia (1958) jako Wendorf
- Krzyżacy (1960) jako Kuno von Lichtenstein
- Matka Joanna od Aniołów (1961) jako ksiądz Suryn i rabin (2 role)
- Zaduszki (1961) jako Derkacz
- Droga na Zachód (1961) jako Niemiec napadający na pociąg
- Zerwany most (1963) jako prowidnyk
- Przerwany lot (1964) jako Sokół, mąż Urszuli
- Faraon (1965) jako kapłan Samentu
- Człowiek, który zdemoralizował Hadleyburg (1967) jako Smoller[9]
- Samotność we dwoje (1968) jako pastor Hubina
- Bolesław Śmiały (1971) jako Otton z Tyńca
- Droga w świetle księżyca (1972) jako Henryk Starzeński
- Wesele (1972) jako Żyd, ojciec Racheli
- Sanatorium pod Klepsydrą (1973) jako ślepy konduktor
- Potop (1974) jako Wrzeszczowicz
- Noce i dnie (1975) jako Ludwik Ceglarski
- Mniejszy szuka Dużego (1975) jako Markuszewski
- Mazepa (1975) jako wojewoda
- Dzieje grzechu (1975) jako hrabia Cyprian Bodzanta
- Czerwone ciernie (1976) jako Legart
- Hasło (1976) jako lekarz
- Pasja (1977) jako Wolski
- Szarada (1977) jako Piotr
- Śnić we śnie (1979) jako Władysław, ojczym Magdy
- Terrarium (1979) jako aktor na przyjęciu u Marii
- Lekcja martwego języka (1979) jako dyrektor cyrku
- Dzień Wisły (1980) jako Samuel Blum
- Wizja lokalna 1901 (1980) jako hrabia Kościelewski
- Ukryty w słońcu (1980) jako profesor
- Polonia Restituta (1980) jako minister Siergiej Sazonow
- Stacja (1981) jako lekarz
- Klejnot wolnego sumienia (1981) jako Sieniawski
- Thais (1983) jako Lucjusz Cotta
- Hania (1984) jako ojciec Henryka
- Komediantka (1986) jako Kotlicki
- ESD (1986) jako Karol Paszkiet
- Serenite (1988) jako Witold
- Alchemik (1988) jako spowiednik
- Stan strachu (1989) jako dyrektor Kostyń
- Czarne Słońca (1991) jako nieznajomy

## Seriale telewizyjne
- Stawka większa niż życie (1966−1967) jako książę Mdżawanadze (odc. 4)[10]
- Podróż za jeden uśmiech (1971) jako Czech, kierowca mercedesa (odc. 3)
- Wielka miłość Balzaka (1973) jako doktor Nocquart
- Czarne chmury (1973) jako opat
- Zaklęty dwór (1976) jako starosta Michał Żwirski
- Noce i dnie (1977) jako Ludwik Ceglarski
- Lalka (1977) jako prof. Geist
- Układ krążenia (1977−1978) jako prof. Burski
- Zielona miłość (1978) jako dr Budny
- Najdłuższa wojna nowoczesnej Europy (1979−1981) jako Edward Raczyński (starszy)
- 07 zgłoś się (1981) jako mecenas Stolarski, szef nielegalnego kasyna (odc. 13)[11]
- Białe tango (1981) jako dr Karol Biernacki
- Polonia Restituta (1981) jako minister Siergiej Sazonow
- Alternatywy 4 (1982−1983) jako prof. Ryszard Dąb-Rozwadowski
- Komediantka (1987) jako Kotlicki
- Alchemik Sendivius (1988) jako spowiednik
- Modrzejewska (1989) jako Aleksander Przeździecki
- Odbicia (1989) jako wykładowca Małgosi
- W labiryncie (1988−1991) jako Siedlecki, ojciec Marka
- Maria Curie (1991) jako Andrew Carnegie

## Nagrody
- 1962: Złota Szpilka w plebiscycie „Dziennika Łódzkiego”
- 1963: São Paulo (Brazylia) – Nagroda SACI dla najlepszego aktora zagranicznego za rolę w filmie Matka Joanna od Aniołów
- 1963: Wrocław – IV Festiwal Polskich Sztuk Współczesnych – nagroda Wydziału Kultury WRN w Białymstoku za rolę Gelehrta w sztuce Skandal w Hellbergu Jerzego Broszkiewicza
- 1975: Wrocław – XVI Festiwal Polskich Sztuk Współczesnych – nagroda za rolę Księcia Himalaj w przedstawieniu Operetka Witolda Gombrowicza w Teatrze Nowym w Łodzi
- 1976: Wrocław – XVII Festiwal Polskich Sztuk Współczesnych – nagroda I stopnia za rolę Barona w spektaklu Garbus Sławomira Mrożka w Teatrze Nowym w Łodzi

## Odznaczenia
- Medal 10-lecia Polski Ludowej (28 stycznia 1955)[12].